# Подкаменки
Подкаменки (лат. Leptodactylodon) — род бесхвостых земноводных из семейства Пискуньи. В ареал входят восточная Нигерия и западный и юго-западный Камерун, Экваториальная Гвинея и Габон.

## Классификация
На январь 2023 года в род включают 15 видов:
- Leptodactylodon albiventris (Boulenger, 1905) — Белобрюхая подкаменка
- Leptodactylodon axillaris Amiet, 1971 — Зернистая подкаменка
- Leptodactylodon bicolor Amiet, 1971 — Двухцветная подкаменка
- Leptodactylodon blanci Ohler, 1999
- Leptodactylodon boulengeri Nieden, 1910 — Подкаменка Буланже
- Leptodactylodon bueanus Amiet, 1981
- Leptodactylodon erythrogaster Amiet, 1971 — Краснобрюхая подкаменка
- Leptodactylodon mertensi Perret, 1959 — Подкаменка Мертенса
- Leptodactylodon ornatus Amiet, 1971 — Чернобрюхая подкаменка
- Leptodactylodon ovatus Andersson, 1903 — Яйцевидная подкаменка
- Leptodactylodon perreti Amiet, 1971 — Подкаменка Перре
- Leptodactylodon polyacanthus Amiet, 1971 — Колючая подкаменка
- Leptodactylodon stevarti Rödel & Pauwels, 2003
- Leptodactylodon ventrimarmoratus (Boulenger, 1904) — Пёстробрюхая подкаменка
- Leptodactylodon wildi Amiet & Dowsett-Lemaire, 2000